# بوشيني قطبي جنوبي
بوشيني قطبي جنوبي (الاسم العلمي: Puccinia antarctica) هو نوع من الفطريات يتبع جنس البوشيني من فصيلة البوشينية.